# Ipchains
ipchains ist eine ältere Paketfilter-Software. Sie wurde 1999 von Rusty Russell auf Basis von Ipfwadm entwickelt und wurde in den Linux-Kernel in der 2.2er Versionsserie eingebaut, in der Version 2.4 wurde es durch den Nachfolger Netfilter/Iptables ersetzt.
IPChains ähnelt den Cisco Access Control Lists, es kontrolliert welche Pakete in das System hinein und herauskommen können. Obwohl es primär als Firewall benutzt wird, kann man es auch verwenden, um ein Linux-Betriebssystem zusätzlich zu härten.